# Aspidoscelis motaguae
Aspidoscelis motaguae е вид влечуго от семейство Teiidae. Видът не е застрашен от изчезване.

## Разпространение
Разпространен е в Гватемала, Мексико, Салвадор и Хондурас.

## Описание
Популацията на вида е стабилна.